# Lepidotrigona ventralis
Lepidotrigona ventralis är en biart som först beskrevs av Smith 1857.  Lepidotrigona ventralis ingår i släktet Lepidotrigona och familjen långtungebin.

## Utseende
En mycket variabel art. Shoichi F. Sakagami nämner fyra former: ventralis, hoosana, flavibasis och doipaensis (varav hoosana numera betraktas som en underart, se nedan under Taxonomi). Huvud och mellankropp är huvudsakligen svarta, medan bakkroppen är övervägande brunaktig, med undantag av första tergiten, som hos de tre första formerna är ljus med smärre, svarta, runda markeringar. Hos hoosana är även de sista tergiterna ljusa. Vinglängden hos arbetarna varierar mellan 4 och 5 mm, medan hanen har en vinglängd omkring 4 mm och en kroppslängd som är obetydligt större.

## Ekologi
Släktet Lepidotrigona tillhör de gaddlösa bina, ett tribus (Meliponini) av sociala bin som saknar fungerande gadd. De har dock kraftiga käkar, och kan bitas ordentligt.
Boet byggs gärna i håligheter i träd, med honungs- och pollenförråden överst, och ingången vanligtvis längst ner i boet.
I likhet med många andra sociala bin som honungsbin och humlor, men till skillnad från flertalet gaddlösa bin, kan denna art höja temperaturen i boet över omgivningens temperatur med hjälp av muskelrörelser hos arbetarna. Även larvernas metabolism genererar emellertid värme. På Taiwan uppmättes en januarimorgon i ett studerat bo en temperatur på 29,5 °C, en skillnad mot omgivningen på omkring 21°C. Eftersom denna egenskap hittills endast konstaterats hos den taiwanesiska underarten L. v. hoosana, misstänker man att egenskapen är en anpassning till ett något kyligare klimat.

## Taxonomi
Som nämnts ovan betraktas formen hoosana som en underart, Lepidotrigona ventralis hoosana (Schwarz, 1939). Stavningen hoozana förekommer också.

## Utbredning
Lepidotrigona ventralis är framför allt en sydöstasiatisk art som förekommer i Thailand, Laos, Malaysia, Brunei, Indonesien. Vid utbredningsområdets nordgräns, på Taiwan, finns underarten L. v. hoosana.